# 無良隆志
無良 隆志（むら たかし、1960年11月11日 - ）は、日本のフィギュアスケート選手（男子シングル・ペアスケーティング）。現在はインストラクター兼コーチ。パートナーは岡部由紀子、伊藤俊美。鳥取県西伯郡岸本町（現伯耆町）生まれ、広島県広島市南区翠町育ち。
広島市立翠町中学校、広島山陽高校、日本大学卒業。身長170cm。フィギュアスケーターの無良崇人は息子。
1979年、1980年全日本フィギュアスケート選手権優勝（ペア）。1983年ユニバーシアード優勝（男子シングル）。

## 経歴
幼少期に米子市内のリンクでフィギュアを始め、後広島市に移る。小川れい子（旧姓・小林）らと共に小学時から広島フィギュアクラブに所属。1974年、桐生で行われた全日本ジュニア選手権で2位となり将来を嘱望された。1976年には世界ジュニア選手権に出場し2位に入る。
1978年、全国高校選手権フィギュアで初優勝し山陽の学校対抗優勝に貢献、同年の全日本選手権では3位に入る。1979年の全日本選手権では男子シングルで3位、ペアで岡部由紀子とカップルを組み優勝する。1980年、伊藤俊美とカップルを組み直し、NHK杯で3位入賞、全日本選手権では2連覇を果たす。
1981年、全日本選手権の男子シングルで2位に入り、世界選手権に選出される。初出場となった1982年の世界選手権では12位に終わる。翌年の1983年の世界選手権ではペアで出場し、14位に終わる。
選手引退後はコーチに転身。現在は日本フィギュアスケーティングインストラクター協会に所属し、インストラクター兼コーチを務めている。主な教え子には子息の無良崇人、井上怜奈、竹内洋輔などがいる。
「無良」の姓は非常に珍しく、日本ではこの姓を持つ人が10人に満たない。なお、同じ読みで一字違う「武良」も比較的珍しく、無良と同様に西伯郡だった境港市や米子市に点在する。著名人では水木しげる(本名：武良茂)など。

## 主な戦績

### 男子シングル
| 大会/年          | 1973-74 | 1974-75 | 1975-76 | 1976-77 | 1977-78 | 1978-79 | 1979-80 | 1980-81 | 1981-82 | 1982-83 | 1983-84 |
| ---------------- | ------- | ------- | ------- | ------- | ------- | ------- | ------- | ------- | ------- | ------- | ------- |
| 世界選手権       |         |         |         |         |         |         |         |         | 12      |         |         |
| 全日本選手権     |         |         |         |         | 3       |         | 3       | 2       | 3       | 2       | 2       |
| 世界Jr.選手権    |         |         | 2       |         |         |         |         |         |         |         |         |
| 全日本Jr.選手権  | 2       |         |         |         |         |         |         |         |         |         |         |
| NHK杯            |         |         |         |         |         |         | 6       | 4       | 7       | 9       |         |
| ユニバーシアード |         |         |         |         |         |         |         |         |         |         | 1       |
| 国民体育大会     |         |         |         | 1       |         |         |         |         |         |         |         |

### ペア
- 1979-80シーズンは岡部由紀子。それ以降は伊藤俊美。

| 大会/年      | 1979-80 | 1980-81 | 1981-82 | 1982-83 |
| ------------ | ------- | ------- | ------- | ------- |
| 世界選手権   |         |         |         | 14      |
| 全日本選手権 | 1       | 1       |         |         |
| NHK杯        | 5       | 3       | 6       |         |